# Cossiers de Montuiri

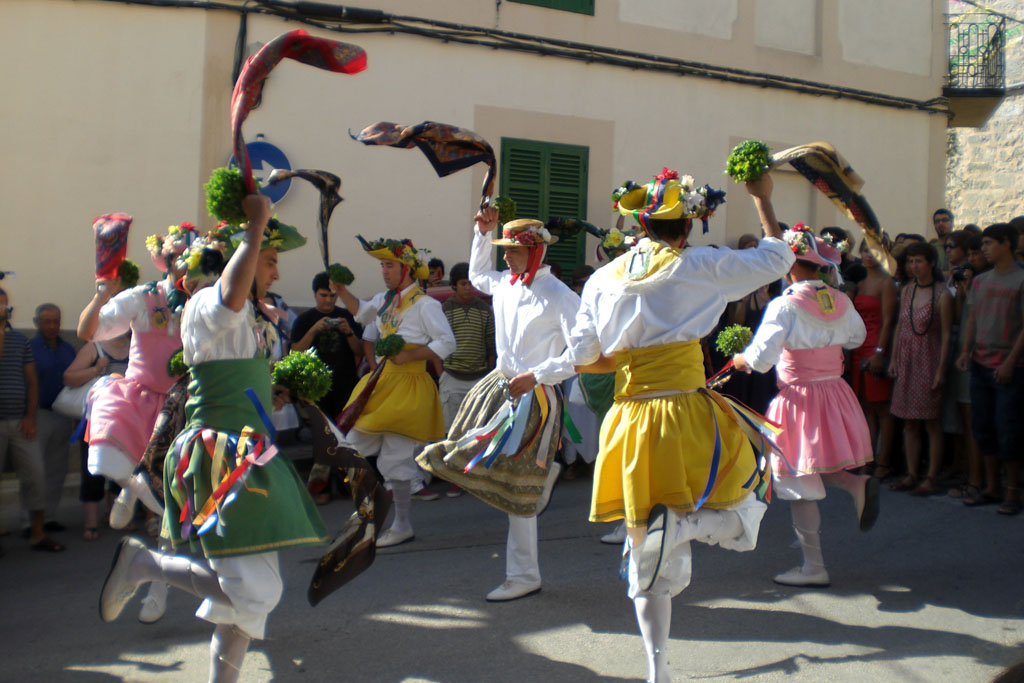
Actuación entre cuatro esquinas el día de San Bartolomé.

Los Cossiers de Montuiri son un grupo de danzadores de la población de Montuiri, en Mallorca, que actúan el día de la Ascensión y en las fiestas patronales de San Bartolomé.

## Historia
El origen de los cossiers se encontraría en la fiesta medieval del Corpus Christi como figuras que acompañaban la procesión, pero posteriormente se trasladaron a las fiestas de los pueblos. La primera referencia en los documentos donde se cita los Cossiers de Montuiri es el año 1750 en el Libro de Cuentas de las Cofrarias del Santísimo Sagramento y San Bartolomé. Entonces la dama llevaba máscara, al demonio de le llamaba Bovo y durante algunos años los cossiers actuaron durante las fiestas de San Roque (16 de agosto).
Hasta comencio del siglo XX los cossiers actuaban en Completas, el primer baile era delante la rectoría y después de celebrarse la misa mayor salían a recoger donativos para las carreras. El día de san Bartolomé abrían la procesión de la tarde interpretando es Mocadors (los pañuelos). Los cossiers también participaban en las carreras animadas con la música sa Mitja Nit (la media noche), con la peculiaridad de que los danzadores siempre dejaban llegar primero a la dama.

## Los bailes y la música
Los bailes los llevan a cabo siete hombres, seis cossiers y la dama, acompañados de la figura del dimoni (diablo). Las danzas se realizan con música de flabiol y tamboril, a excepción de es Mocadors que también se acompaña con la xeremía. La mayoría de los bailes se ejecutan en círculo y con la dama en el centro. Salen de este esquema es Mocadors y l'Oferta (la oferta).
Los bailes que se interpretan actualmente son Flor de Murta (flor de mirto), Mestre Joan (maestro Juan), el Rei no podía (el rey no podía), la Gallineta Rossa (la gallinita rubia), l'Obriu-mos (abrirnos), sa Dansa Nova (la danza nueva), es Mocadors, es Mercançó y l'Oferta.
Es Mocadors se usa para acompañar a las autoridades civiles o eclesiásticas, l'Oferta sólo tiene lugar dentro de la iglesia el día del patrón, como es Mercançó pero éste se reserva para las autoridades civiles.
Actualmente es Gentil o sa Gentil senyora (el gentil o la gentil señora) y sa Mitja Nit ya no se bailan.

## Los vestidos
Los seis cossiers se visten dos de amarillo, dos de rosa y dos de verde; el color también influye en los bailes porque se colocan de manera alterna. La camisa de los bailadores es blanca ceñida con una amplia faja de color. Sobre los hombros y el pecho llevan una capita, llamada sa punta, con representaciones de santos en estampas (relliquis). También llevan una falda corta, túnel, y debajo pantalones amplios blancos, medias con cascabeles en diagonal y zapatillas del mismo color. El sombrero es de gran ala pero recogido en forma de teja, se decora con flores artificiales, que antes eran naturales y pequeños espejos. Del sombrero cuelgan tres cintas llamadas sa mocada. En cada mano un pañuelo y un ramo de albaca.
La dama lleva un pantalón normal de color blanco que se cubre con una falda más larga que la de los cossiers y estampada. La blusa es también blanca y no tiene capita. El sombrero lo luce plano y cortado, sólo una mano es como los otros bailadores porque en la otra dispone de cintas y cascabeles para marcar el ritmo.

## Eldimoni
El dimoni (diablo) no forma parte de los cossiers en el sentido estricto, pero no se concibe el baile ni la fiesta sin él. Su principal función es abrir paso a la comitiva y dejar lugar para el baile, usando un látigo (llendera) y un gran palo (barrota). Durante la danza también interpreta de manera graciosa algunos pasos de los cossiers para terminar siendo pisado al final del baile por la dama. 
Otra función del dimoni es perseguir y golpear con el látigo a los jóvenes que lo provocan, ya sea durante el recorrido o al final de un baile. Por eso es frecuente que no se deje pisar y abandone la barrota para poder correr más rápido. 
Lleva una máscara, antiguamente de madera, con dos cuernos de macho cabrío encorvados y también cejas y bigotes de crin de caballo. El vestido es de saco atado con cuerda y decorado con motivos del infierno. Al final de la espalda lleva una esquila que sólo los niños más valientes se atreven a sonar. En las manos lleva un gran palo y un látigo para perseguir a los jóvenes.

## Las actuaciones

### El día de la Ascensión
El 15 de agosto los cossiers, el dimoni y los xeremieros salen del Ayuntamiento a las 19:00. Los dos primeros bailes se realizan sobre un escenario y el primero siempre es Flor de Murta. Posteriormente empieza el recorrido acompañado por la música de una pareja de xeremieros y van parándose delante de cada establecimiento (tienda, bar, etc) abierto donde interpretan un baile. Luego el negocio regala un donativo que será un premio en las carreras que se celebran la mañana del 25 de agosto. 
Después de haber recorrido gran parte de la villa, el séquito vuelve a la Plaza Mayor donde otra vez sobre el escenario interpretan dos bailes más para terminar la actuación. En este día es normal que el dimoni al terminar un baile o durante el recorrido persiga a los jóvenes que lo provocan a gritos de "Banya verda" y otros.
Hasta el año 2008 los cossiers y la dama este día iban vestidos de paisano, pero por decisión de las danzadores a partir de ese año salen con el vestido correspondiente.

### La víspera de San Bartolomé
El día 23 de agosto la comitiva también sale de la casa consistorial sobre las 19:00 y bailan sobre el catafalco. En esta ocasión acompañan al párroco y otros clérigos desde la rectoría hasta la iglesia donde asisten a las Completas en honor al patrón. Posteriormente reinician el recorrido, este día se paran delante de las casas de autoridades locales, antiguos cossiers o flabliolers así como personalidades de la villa. 
La jornada concentra las conocidas persecuciones del dimoni a los jóvenes que lo provocan. Normalmente es el día con mayor afluencia de gente de Montuiri y venida de fuera. La actuación termina cuando los cossiers vuelven a la Plaza Mayor e interpretan los últimos bailes sobre el escenario.

### El día de San Bartolomé
El 24 de agosto, festividad de San Bartolomé, la jornada empieza a las 9:00 al son del alba de las xeremías desde lo alto del campanario de la iglesia. A las 10:00 salen los cossiers y el dimoni del Ayuntamiento, bailan sobre el catafalco y sin más preámbulos inician el recorrido por el pueblo.
Ésta es la jornada más íntima y donde mejor se puede contemplar esta danza. Sin la multitud de la tarde anterior, el dimoni no corre y el pasacalle transita por el pueblo de forma más tranquila. En esta ocasión son las casas que lo han pedido o de alguna personalidad local las que reciben la visita y el baile de los cossiers.
La llegada a la Plaza Mayor empieza con un baile delante de la rectoría y luego con es Mocadors acompañan al clero local hasta la parroquia. Durante la celebración de la misa en honor al patrón, los cossiers interpretan l'Oferta delante de la imagen de San Bartolomé. Terminada la ceremonia, se baila otra vez es Mocadors, esta vez para llevar a las autoridades civiles hasta la Casa Consistorial (algunos años con suelta de palomas).
Hasta los años 90 del siglo XX el baile es Mercanço solo se interpretaba para las autoridades dentro del Ayuntamiento, pero hoy en día se baila una vez sobre el catafalco y otra dentro del edificio.
Finalmente el último baile del año es tradición que se haga delante de Can Mateu des Forn, en la Calle Mayor.